# Alessandro de Rege di Gifflenga
Alessandro de Rege conte di Gifflenga (Tronzano Vercellese, 19 ottobre 1774 – Vercelli, 14 dicembre 1842) è stato un generale italiano.
Fu al servizio prima del Regno di Sardegna, poi dell'Impero napoleonico e infine, conclusa l'età napoleonica, di nuovo del Regno di Sardegna.

## Biografia

### I primi anni
Figlio primogenito del conte Carlo Francesco de Rege di Gifflenga, membro della vecchia nobiltà piemontese, e della contessa Adelaide Cusani, di illustre famiglia originaria di Milano, intraprese per volontà paterna la carriera di avvocato, laureandosi in giurisprudenza presso l'Università di Torino a 20 anni ed esercitando per un certo periodo questa professione. Egli era inoltre fratello di Gioachino de Rege di Gifflenga, noto linguista piemontese, alla cui morte senza eredi si estinse la linea maschile del ramo di Gifflenga della famiglia de Rege, rappresentata attualmente dal solo ramo dei conti di Donato nella linea dei signori di San Raffaele.

### L'esperienza napoleonica
Con l'avvento dell'epopea napoleonica, abbandonò la carriera forense per dedicarsi alla carriera delle armi con successo, divenendo ufficiale l'anno successivo al suo arruolamento; poco dopo venne nominato capitano capo squadrone di cavalleria. In questo periodo ricoprì ruoli di rilievo in Piemonte e all'estero, prendendo parte alle campagne in Italia, Francia, Spagna, Germania, Sassonia, Austria e Polonia, distinguendosi in particolare nelle battaglie di Castiglione e del Ponte di Arcole (1796).

### Al servizio del Piemonte, il ritorno di Napoleone, la battaglia di Lissa e l'esilio

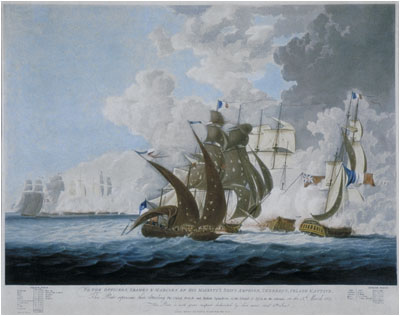
Una stampa d'epoca raffigurante la battaglia di Lissa

Terminato il dominio di Napoleone in Italia, venne incaricato dal generale Aleksandr Vasil'evič Suvorov, capo delle armate degli austro-russi in Italia, di recarsi in Sardegna (dove si trovava il governo sabaudo in esilio) quale emissario presso il re Carlo Emanuele IV per ridonargli la corona sabauda.
Integrato nell'esercito sabaudo, il 4 luglio 1799 divenne capitano di cavalleria del regio esercito piemontese, ottenendo la croce di cavaliere dell'Ordine dei Santi Maurizio e Lazzaro e venendo nominato secondo scudiero della regina Maria Clotilde.
Nel 1800, al ritorno di Napoleone, ritornò alle proprie tendenze filofrancesi e nel 1805 abbandonò il regio esercito per abbracciare di nuovo la causa imperiale. Durante la campagna di Russia fu aiutante di campo personale del viceré italiano Eugenio di Beauharnais. Rientrato in patria venne nominato maggior generale e comandante generale delle truppe del governo di Torino. Fu in questa occasione che ottenne inoltre il titolo di barone dell'Impero francese. In questo periodo si distinse particolarmente nella battaglia di Jena (1806), in quella di Eylau (1807) ed a Friedland (giugno 1807), oltre a prendere parte agli scontri nel Tirolo.
Nel 1809 prese parte alla battaglia di Wagram e dopo questo successo venne inviato all'isola di Lissa, in Dalmazia, per stroncare con degli uomini e una flotta al comando del capitano di vascello Bernard Dubourdieu il traffico di armi e munizioni che segretamente l'Inghilterra faceva partire da quest'isola verso le coste napoletane per fomentare i ribelli anti-napoleonici. Lo scontro fu essenzialmente navale, ma dimostrò non poche imprudenze: Dubourdieu ingaggiò un'ineguale battaglia con una sola delle sue corvette contro tre bastimenti inglesi, scontro nel quale lo stesso ammiraglio francese perì. Fu quindi decisivo l'intervento del Gifflenga che, preso il comando del resto della flotta, riuscì a salvarla prima che altre navi venissero distrutte o catturate dagli inglesi, comprendendo che Lissa era tutto sommato una base secondaria. L'isola rimase agli inglesi. Dopo questo atto, che dimostrò ad ogni modo grande valore, fu lo stesso viceré italiano Eugenio di Beauharnais a nominarlo Ufficiale dell'Ordine della Legion d'onore il 19 aprile 1811.
Con la caduta di Napoleone fu reintegrato nell'esercito sabaudo, partecipando durante i Cento Giorni alla battaglia di Grenoble. Pur non prendendo parte poi ai moti del 1821, venne condannato all'esilio a Nizza per il proprio passato filo-francese e per dei sospetti contatti con il patriota Santorre di Santa Rosa, ottenendo successivamente di rimanere relegato dal 1823 non più a Nizza, ma nella villa di famiglia a Tronzano Vercellese, sua città natale.

### Ritorno al servizio sabaudo
Graziato da re Carlo Alberto nel 1839, rientrò come benemerito a far parte dell'esercito piemontese ed in riconoscenza comunque del valore dimostrato durante le campagne napoleoniche venne reintegrato con il medesimo grado, ottenendo inoltre l'onorificenza di Commendatore dell'Ordine militare di Savoia e la medaglia militare mauriziana.

### Gli ultimi anni
Promosso al rango di tenente generale, nel 1841 venne nominato sindaco di Vercelli, ove si spense l'anno successivo, il 14 dicembre 1842. Le esequie, celebrate nella chiesa dei santi Tommaso e Teonesto, accompagnarono poi il feretro sino al cimitero di Vercelli, ove la salma si trova ancora oggi.
Durante la sua vita Alessandro de Rege di Gifflenga fu anche un fervido massone e fu a capo dapprima dell'Adelfìa e successivamente dei Sublimi Maestri Perfetti.
Suo nipote, Fabrizio Lazari, figlio della sorella Clara, fu valente militare nel corpo dei carabinieri reali e dal 1º gennaio al 13 ottobre 1848 divenne comandante dell'arma dei carabinieri con il titolo di maggiore generale.
Un'altra delle sue sorelle, Giacinta, sposò il conte Bonifacio Negri di Sanfront, aiutante di campo di re Carlo Alberto di Savoia, e fu madre di Alessandro Negri di Sanfront, famoso militare che entrò nell'arma dei carabinieri reali e come maggiore comandò la carica di Pastrengo. Sua altra sorella fu Maria Cristina, che sposò il conte Luigi Amedeo Pellion di Persano e fu madre di Carlo Pellion di Persano, ammiraglio, ministro della Marina e senatore del Regno.

## Opere
Alessandro de Rege di Gifflenga pubblicò anche alcune opere tecniche militari:
- La teoria negli esercizi militari da eseguirsi nella cavalleria, Stamperia Reale, Torino, 1815
- La tattica dell'infanteria e della cavalleria, Stamperia Reale, Torino, 1815